# Nicholas Aylward Vigors
Nicholas Aylward Vigors, född 1785 på Irland, död 26 oktober 1840, ornitolog och politiker. Han var sekreterare i Zoological Society i London 1826 och redaktör för "Zoological Journal" mellan 1827 till 1834. Han hade fått sin utbildning vid universitetet i Oxford. Under sina sista år var han parlamentsledamot för Carlow i Irland. Han kom att beskriva och klassificera 110 arter under sitt liv och med det tillhör han bland de trettio auktorer som beskrivit flest fåglar genom tiderna. Den första arten var australisk korp Corvus coronoides som han beskrev tillsammans med Thomas Horsfield 1788.